# Харківсько-Запорізька дієцезія
Юрисдикція Харківсько-Запорізької дієцезії поширюється на структури Римсько-Католицької Церкви у Дніпропетровській, Донецькій, Запорізькій, Луганській, Полтавській, Сумській і Харківській областях. Створена Святішим Отцем Іваном Павлом ІІ 4 травня 2002 р. Зареєстрована в Україні як релігійна організація 29 серпня 2002 року.
З моменту створення Харківсько-Запорізької дієцезії її очільником був єпископ Станіслав Падевський, якого на єпископській кафедрі замінив 16 травня 2009 р єпископ Мар'ян Бучек, з 2014 р Харківською кафедрою керував єпископ Станіслав Широкорадюк. 6 січня 2020 р. єпископом Харківсько-Запорізької дієцезії призначений Павло Гончарук.
У Харківській області знаходиться дієцезіальне управління, 6 релігійних громад, жіночий монастир ордену Кармелітанок Босих, жіночий монастир ордену Сестер Милосердя Святого Вікентія де Поль, Ордену Святого Вікентія де Поль, ордену Отців Маріянів.

## Єпископи
- Станіслав Падевський  (2002—2009)
- Мар'ян Бучек (2009—2014)
- Станіслав Широкорадюк (2014—2020)
- Павло Гончарук (призначений 6 січня 2020)

## Адміністративно-територіальна структура
- Харківсько-Запорізька дієцезія.

Деканати:
- Дніпропетровський деканат[2]
  - Костел святого Йосипа (Дніпро)
  - Костел святого Миколая (Кам'янське)
  - Каплиця святого Войтеха (Новомосковськ)
  - Костел Успіння Пресвятої Діви Марії (Кривий Ріг)
  - Каплиця святого Антонія з Падуї (Нікополь)

- Донецький деканат
  - Костел святого Йосифа (Донецьк)

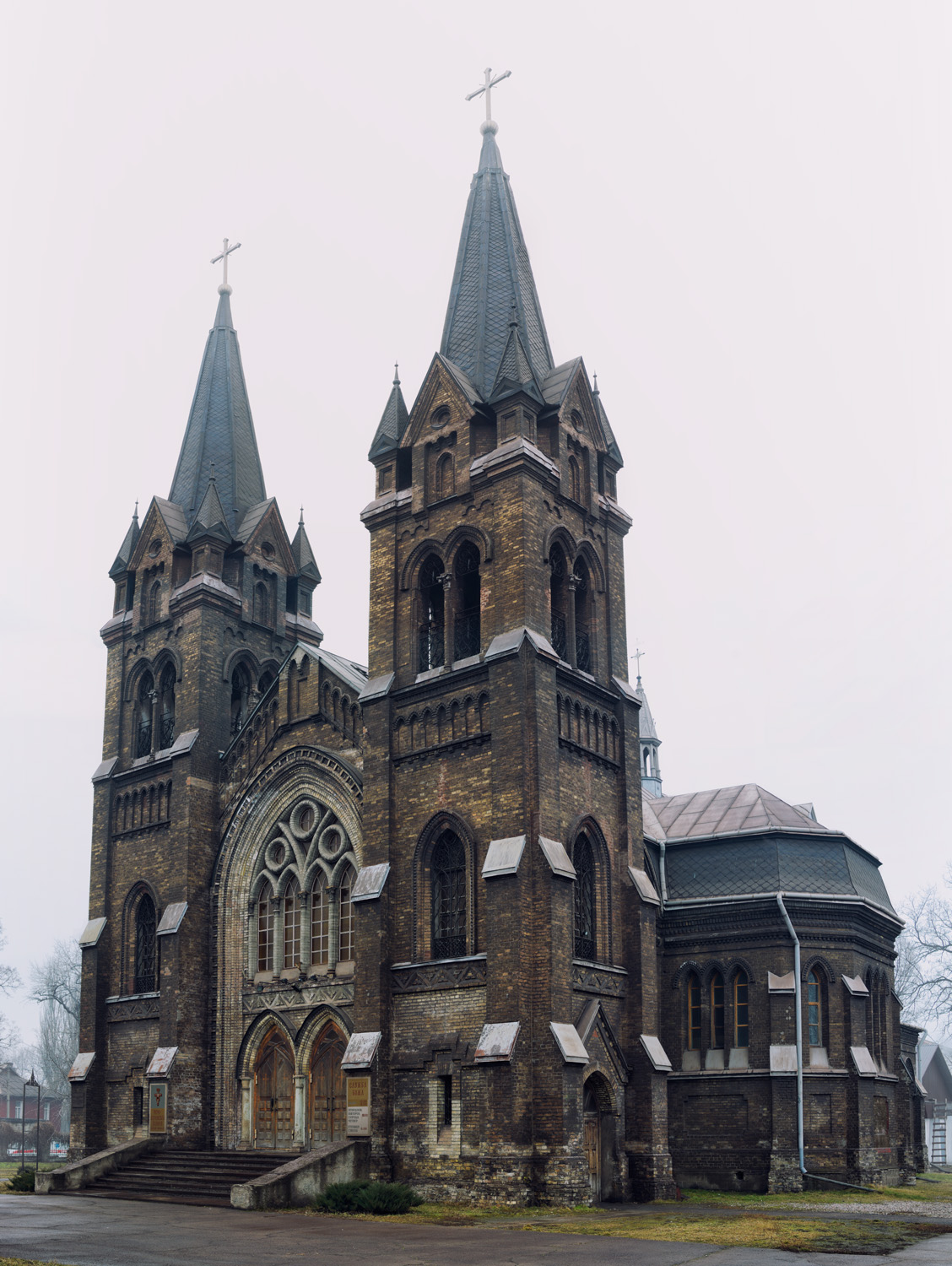
Костел святого Миколая у Кам'янському

  - Парафія Пресвятої Богородиці Цариці святого Розарію (Бахмут)
  - Каплиця Матері Божої Ченстоховської (Маріуполь)
- Запорізький деканат
  - Парафія Різдва Пресвятої Діви Марії (Бердянськ)
  - Парафія святого отця Піо (Запоріжжя)
  - Парафія Матері Божої Фатімської (Запоріжжя)
  - Прокафедральний собор Бога Отця Милосердного (Запоріжжя)
  - Каплиця Успіння Пресвятої Діви Марії (Мелітополь)

- Полтавський деканат

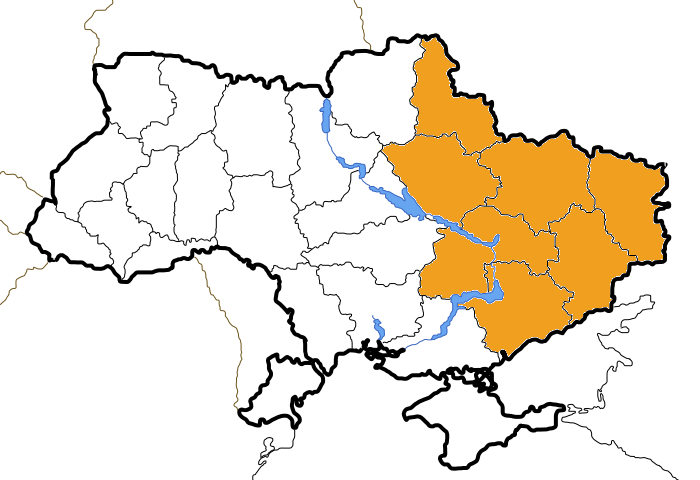
Мапа дієцезії

  - Парафія святого Йосифа (Кременчук)
  - Костел Божого Милосердя (Миргород)
  - Костел Воздвиження Хреста Господнього (Полтава)
- Сумський деканат
  - Костел Матері Божої з Фатіми (Конотоп)
  - Костел Благовіщення Пресвятої Діви Марії (Суми)
- Харківський деканат[3]
  - Собор Успіння Пресвятої Діви Марії
  - Костел святого Вікентія де Поля
  - Костел Матері Божої Скапулярія і святого Рафаїла Каліновського
  - Костел святої Родини
  - Єпископська каплиця в Курії